# Стоян Недков
Стоян Цветанов Недков е български географ.

## Биография
Стоян Недков е роден на 7 февруари 1969 г. в София. Завършва Геолого-географски факултет на Софийски университет „Св. Климент Охридски“ през 1997 г. със специалност география, ландшафтознание и опазване на околната среда.
През 1998 започва работа като преподавател по география на английски език във Втора английска езикова гимназия „Томас Джеферсън“, София.
През периода 1999 – 2003 г. е редовен докторант в Географски институт на БАН по специалност Физическа география и ландшафтознание. През 2003 г. защитава успешно дисертация на тема „Структурата и динамиката на нископланинските ландшафти средната част на Западна България“. През ноември 2003 г. е назначен като научен сътрудник в Географски институт на БАН. През май 2009 г. е избран за старши научен сътрудник от ВАК по специалност Физическа география и ландшафтознание в Географски институт на БАН. От юни 2010 е доцент в Националния институт по Геофизика, геодезия и география на БАН. От 2011 до 2014 г. е ръководител на секция ГИС в Националния институт по Геофизика, геодезия и география на БАН. От февруари 2014 до юни 2015 е доцент в катедра Картография и ГИС, на Геолого-географски факултет при СУ „Св. Климент Охридкси“.
От ноември 2014 г. до ноември 2018 г. е председател на Управителния съвет на Българското географско дружество.